# سمير عبد الله لاما
سمير عبد الله لاما، أو سمير عبد الله، أو سمير لاما، (بالإنجليزية: Samir Lama) ممثل فلسطيني (1929 – 2004) من مواليد القاهرة من أسرة فلسطينية، عمل بمجال السينما بعد وفاة عمة (بدر لاما) وشارك في بعض الأفلام المصرية، قبل أن يسافر إلى لبنان ويشارك في بعض الأفلام هناك، قبل أن يعتزل السينما نهائياً ويتفرغ للتجارة ويسافر إلى الولايات المتحدة الأمريكية مصطحباً والدته.

## نشأته ومسيرته
هاجرت أسرة لاما الفلسطينية إلى شيلي بأمريكا الجنوبية، ثم إلى مصر لتشارك في تأسيس صناعة السينما. كانت أسرة لاما تنافس الفنانة المصرية عزيزة أمير في مرحلة تأسيس صناعة السينما، وقامت أسرة لاما بتأسيس شركة «كوندور فيلم» عام 1926. كانت بطولة أفلام أسرة لاما للشاب «بدر لاما» (1907 – 1947) الذي كان رياضياً يميل إلى الفروسية، وكان بطلاً لأول أفلام السينما المصرية الصامتة «قبلة في الصحراء» عام 1927، الذي أخرجه وصوره إبراهيم لاما. كانت وفاة بدر لاما عن عمر يناهز 40 سنة مفاجأة للأسرة وصناعة أفلامها، ومن أجل استمرار المسيرة قام المخرج إبراهيم لاما في نفس عام وفاة شقيقه «بدر» بمنح سمير عبد الله لاما فرصة أن يكون خليفة لبدر لاما، وبدا المخرج إبراهيم وكأنه يحاول صناعة بدر لاما جديد، ويقدم «سمير» في صورة شاب رياضى وسيم. لم يكن بدر بالممثل الموهوب، لكنه كان مقبولا كممثل حركة، أما سمير عبد الله فهو يقل كثيراً في الموهبة والحضور عن عمه الراحل.
بدأت الخطوات الأولى لسمير عبد الله لاما في السينما منذ طفولته وشارك في أربعة أفلام: فيلم «عاصفة على البتراء»، و«معروف البدوي» عام 1935 -  فيلم «الهارب» عام 1936 - الفيلم التاريخي «صلاح الدين الأيوبي» مع والده ووالدته عام 1941.
خرج إبراهيم لاما من مصر لمدة عام ونصف العام في أعقاب حرب 1948 تاركًا الأستوديو الذي يمتلكه والأفلام التي كان يوزعها من إنتاجه. وعاد متزوجا في نهاية أغسطس 1949 عندما حدث تغيير في السياسة إزاء اليهود حيث اتهمه البعض بالحرص علي وجود عناصر يهودية في أفلامه وأخرج عام 1951 عملين فقط من بطولة ابن أخيه «سمير» هما «عاصفة على الربيع» و«القافلة تسير».
انتهت حياة إبراهيم لاما نهاية مفجعة حيث قتل مطلقته بالرصاص نتيجة للغيرة ورغبته في ردها إليه ومن ثم انتحر بنفس المسدس، ورحل في 14 مايو 1954، وبذلك ابتعد النجم الصاعد سمير عن المجال الفنى وسافر إلى لبنان وشارك في بعض الأفلام هناك، قبل أن يعتزل السينما نهائياً ويتفرغ للتجارة ويسافر إلى الولايات المتحدة الأمريكية مصطحباً والدته. توفى في الولايات المتحدة في 2 فبراير 2004.

## قائمة أفلامه
«عاصفة على البتراء» للمخرج فاروق عجرمة، وتأليف آل نيسور.
«معروف البدوي» 1935 إخراج وقصة وسيناريو وحوار إبراهيم لاما.
«الهارب» 1936 إخراج وقصة وسيناريو وحوار إبراهيم لاما.
«صلاح الدين الأيوبي» 1941 للمخرج إبراهيم لاما، قصة وسيناريو وحوار السيد زيادة.
«كنز السعادة» 1947 إخراج وقصة وسيناريو وحوار إبراهيم لاما.
«سكة السلامة» 1948 للمخرج إبراهيم لاما، تأليف عثمان أباظة.
«الحلقة المفقودة» 1948 إخراج وقصة وسيناريو وحوار إبراهيم لاما.
«عاصفة في الربيع» 1951 إخراج وقصة وسيناريو وحوار إبراهيم لاما.
«القافلة تسير» 1951 للمخرج إبراهيم لاما، سيناريو وحوار إبراهيم لاما والسيد زيادة.
«أنتربول في بيروت» 1966 (لبنان) للمخرج كوستانتين كوستانوف.
«عصابة المهربين» 1967 (مصر) للمخرج فاروق عجرمة.
«وادي الموت» 1968 (إيران) للمخرج فاروق عجرمة.
«لعبة الحظ» 1968 (مصر) للمخرج فاروق عجرمة.
«فندق الأحلام» 1968 (لبنان) للمخرج ألبير نجيب.
«صقر العرب» 1968 (لبنان) للمخرج رضا ميسر.

## وصلات خارجية
- سمير عبد الله لاما على موقع IMDb (الإنجليزية)
- سمير عبد الله لاما على موقع الدهليز
- سمير عبد الله لاما على موقع قاعدة بيانات الأفلام العربية